# 水上実喜夫
水上 実喜夫（みずかみ みきお、1959年〈昭和34年〉1月21日 - ）は、日本の政治家。福井県勝山市長（2期）。

## 来歴
福井県立勝山高等学校卒業。1981年（昭和56年）3月、京都学園大学（現・京都先端科学大学）経済学部卒業。1982年（昭和57年）4月、勝山市役所に入庁。企画財政部長、商工観光部長などを歴任。
2019年（平成31年）4月、副市長に就任。
2020年（令和2年）7月31日、副市長を退任。同年11月29日に行われた勝山市長選挙に山岸正裕市長の後継指名と自民党・公明党の推薦を受けて立候補。元市議の松村治門との一騎打ちを制し初当選した。12月26日、市長就任。
※当日有権者数：19,293人 最終投票率：69.94%（前回比：＋6.59pts）
| 候補者名   | 年齢 | 所属党派 | 新旧別 | 得票数  | 得票率 | 推薦・支持                 |
| ---------- | ---- | -------- | ------ | ------- | ------ | -------------------------- |
| 水上実喜夫 | 61   | 無所属   | 新     | 7,291票 | 54.88% | （推薦）自由民主党・公明党 |
| 松村治門   | 52   | 無所属   | 新     | 5,995票 | 45.12% |                            |

2024年（令和6年）12月1日に行われた市長選挙で元市議の竹内和順を破り再選。
※当日有権者数：18,057人 最終投票率：61.80%（前回比：-8.14pts）
| 候補者名   | 年齢 | 所属党派 | 新旧別 | 得票数  | 得票率 | 推薦・支持                 |
| ---------- | ---- | -------- | ------ | ------- | ------ | -------------------------- |
| 水上実喜夫 | 65   | 無所属   | 現     | 5,821票 | 52.64% | （推薦）自由民主党・公明党 |
| 竹内和順   | 64   | 無所属   | 新     | 5,238票 | 47.36% |                            |